# ハロー・マイセルフ
「ハロー・マイセルフ」（Hello Myself）は、木村佳乃の3枚目のシングル。1999年1月20日発売。発売元はポニーキャニオン（FLIGHT MASTERレーベル）。規格品番：PCDA-01125。

## 概要
前2作に続き久保こーじがプロデュースした作品。
本人出演の「CHINTAI」イメージソングとしてオンエアされた。
木村が「志村けんのバカ殿様」にゲスト出演した際、同番組のエンディングでMVと共にこの曲が流されていた。

## 収録楽曲
全曲作詞：工藤哲雄　作曲・編曲：久保こーじ
1. ハロー・マイセルフ
2. go for a walk
3. ハロー・マイセルフ（backtracks）